# Novoukraiinka, Novomîkolaiivka
Novoukraiinka (în ucraineană Новоукраїнка) este un sat în comuna Holubkove din raionul Novomîkolaiivka, regiunea Zaporijjea, Ucraina.

## Demografie
Componența lingvistică a localității Novoukraiinka
     Ucraineană (90,77%)
     Rusă (9,23%)
Conform recensământului din 2001, majoritatea populației localității Novoukraiinka era vorbitoare de ucraineană (90,77%), existând în minoritate și vorbitori de rusă (9,23%).